# NGC 176
NGC 176 è un ammasso aperto situato nella costellazione del Tucano a una distanza di circa 3,5 milioni di anni luce dalla Terra.

## Descrizione
L'ammasso fa parte della Piccola Nube di Magellano e ha un'età di circa 130 milioni di anni.

## Scoperta
L'ammasso NGC 176 è stato scoperto il 12 agosto 1834 dall'astronomo britannico John Herschel.